# Schelten
Schelten (do 1914 fr. La Scheulte) – gmina (niem. Einwohnergemeinde) w północno-zachodniej Szwajcarii, w kantonie Berno, w regionie administracyjnym Berner Jura, w okręgu Berner Jura. Jedna z dwóch gmin w Berner Jura, obok Seehof, w której językiem dominującym nie jest język francuski. Jest faktycznie eksklawą kantonu, ponieważ tylko w jednym punkcie teren gminy łączy się z pozostałą częścią kantonu.
Gmina została po raz pierwszy wspomniana w dokumentach w 1563 roku jako la Schilt. W 1914 roku gmina została wspomniana jako Schellten.

## Demografia
W 2016 Schelten była czwartą najmniejszą gminą pod względem ludności w Szwajcarii. W 2018 roku w Schelten mieszkało 36 osób. W 2008 roku wszyscy obywatele gminy byli obywatelami Szwajcarii.
W 2000 roku 82,7% mieszkańców gminy mówiło w języku niemieckim, a 15,4% w języku francuskim.

Zmiany w liczbie ludności są przedstawione na poniższym wykresie: